# Jack D. Moore
Jack D. Moore (15 aprile 1906 – Santa Monica, 29 dicembre 1998) è stato uno scenografo statunitense.
Ha lavorato a circa 30 tra film e serie TV tra il 1935 e il 1970. Ha vinto il Premio Oscar nella categoria migliore scenografia nel 1950 per Piccole donne (in condivisione con Cedric Gibbons, Paul Groesse e Edward B. Willis). Ha ricevuto altre sei volte la nomination agli Oscar nella stessa categoria: nel 1943, nel 1952, nel 1954 (doppia), nel 1970 e nel 1971.

## Filmografia parziale
- Prigionieri del passato (Random Harvest), regia di Mervyn LeRoy - arredatore associato (1942)
- Il bacio del bandito (The Kissing Bandit), regia di László Benedek (1948)
- Tensione (Tension), regia di John Berry (1949)
- L'avventuriera (The Law and the Lady), regia di Edwin H. Knopf (1951)
- L'ingenua maliziosa (Too Young to Kiss), regia di Robert Z. Leonard (1951)
- La regina vergine (Young Bess), regia di George Sidney (1953)
- Storia di tre amori (The Story of Three Loves), regia di Gottfried Reinhardt e di Vincente Minnelli - film a episodi (1953)
- Il fidanzato di tutte (The Tender Trap), regia di Charles Walters (1955)
- Sweet Charity, regia di Bob Fosse (1969)
- Airport, regia di George Seaton (1970)